# Oh My Venus
Oh My Venus (kor. 오 마이 비너스, MOCT: O Mai Bineoseu) – południowokoreański serial telewizyjny, w którym główne role odgrywają So Ji-sub, Shin Min-a, Jung Gyu-woon oraz Yoo In-young. Serial emitowany był na kanale KBS2 od 16 listopada 2015 do 5 stycznia 2016 roku, w każdy poniedziałek i wtorek o 21:55.

## Obsada
- So Ji-sub jako Kim Young-ho/John Kim
- Shin Min-a jako Kang Joo-eun
- Jung Gyu-woon jako Im Woo-shik
- Yoo In-young jako Oh Soo-jin
- Sung Hoon jako Jang Joon-sung
- Henry Lau jako Kim Ji-woong
- Jung Hye-sung jako Jang Yi-jin
- Jin Kyung jako Choi Hye-ran
- Jo Eun-ji jako Lee Hyun-woo
- Choi Jin-ho jako Min Byung-wook

## Nagrody i nominacje
| Rok  | Ceremonia           | Kategoria                                   | Nominowany             | Rezultat  |
| ---- | ------------------- | ------------------------------------------- | ---------------------- | --------- |
| 2015 | 4. APAN Star Awards | Popularne nagrody gwiazda, aktorka          | Yoo In-young           | Wygrana   |
| 2015 | KBS Drama Awards    | Najwyższe wyróżnienie doskonałości, aktor   | So Ji-sub              | Wygrana   |
| 2015 | KBS Drama Awards    | Najwyższe wyróżnienie doskonałości, aktorka | Shin Min-a             | Nominacja |
| 2015 | KBS Drama Awards    | Nagroda doskonałości, aktor w miniserialu   | So Ji-sub              | Nominacja |
| 2015 | KBS Drama Awards    | Nagroda doskonałości, aktorka w miniserialu | Shin Min-a             | Wygrana   |
| 2015 | KBS Drama Awards    | Nagroda popularności, aktor                 | So Ji-sub              | Nominacja |
| 2015 | KBS Drama Awards    | Nagroda popularności, aktorka               | Shin Min-a             | Nominacja |
| 2015 | KBS Drama Awards    | Nagroda za najlepsze pary                   | So Ji-sub i Shin Min-a | Wygrana   |